# Nanobagrus immaculatus
Nanobagrus immaculatus är en fiskart som beskrevs av Ng 2008. Nanobagrus immaculatus ingår i släktet Nanobagrus och familjen Bagridae. Inga underarter finns listade i Catalogue of Life.